# Dvorní dámy
Dvorní dámy (španělsky Las Meninas, výslovnost [las meˈninas]) jsou hlavní dílo Diega Velázqueze, klíčového malíře španělského baroka, pocházející z roku 1656 a od roku 1819 uchovávané v Národním muzeu Prado v Madridu. Rozměrná olejomalba o šířce 276 cm a výšce 318 cm je jedním z nejčastěji analyzovaných děl světového malířství, protože složitá a záhadná kompozice obrazu klade otázky o realitě a iluzi a o nejasných vztazích mezi zobrazenými osobami a divákem.
Dvorní dámy zobrazují místnost královského paláce Alcázar v Madridu za vlády Filipa IV. Španělského a ukazují skupinu většinou identifikovatelných členů španělského dvora, zachycených v konkrétním okamžiku jako na momentní fotografii. Někteří zobrazení lidé vyhlížejí z plátna směrem k divákovi, zatímco jiní reagují na další postavy obrazu. Pětiletá infantka Markéta Tereza, budoucí císařovna a také česká královna, je obklopena svým doprovodem: jsou zde mladé dvorní dámy, starší princeznina vychovatelka, tělesný strážce, dva trpaslíci a pes. Těsně za nimi pracuje na velkém plátně sám Velázquez. Malíř se dívá z prostoru obrazu ven, na diváka. V pozadí je zrcadlo odrážející horní poloviny těl krále a královny. Ti jako by stáli mimo prostor obrazu, téměř v pozici diváků; někteří vykladači spekulují, že jsou odrazem malby, kterou Velázquez právě tvoří.
Dvorní dámy se již dlouho chápou jako jeden z nejdůležitějších obrazů dějin umění. Barokní malíř Luca Giordano uvedl, že dílo představuje „teologii malby“, a v roce 1827 prezident britské Královské akademie umění Thomas Lawrence obraz popsal v dopise svému nástupci Davidu Wilkiemu jako „opravdovou filozofii umění“. A na konci 20. století byly Dvorní dámy vyhodnoceny jako „Velázquezův největší úspěch, vysoce reflexivní, promyšlená demonstrace toho, co lze v umění malby dosáhnout, a možná nejzvídavější komentář, který kdy někdo dal k možnostem malířského stojanu“.

## Kontext

### Dvůr Filipa IV.

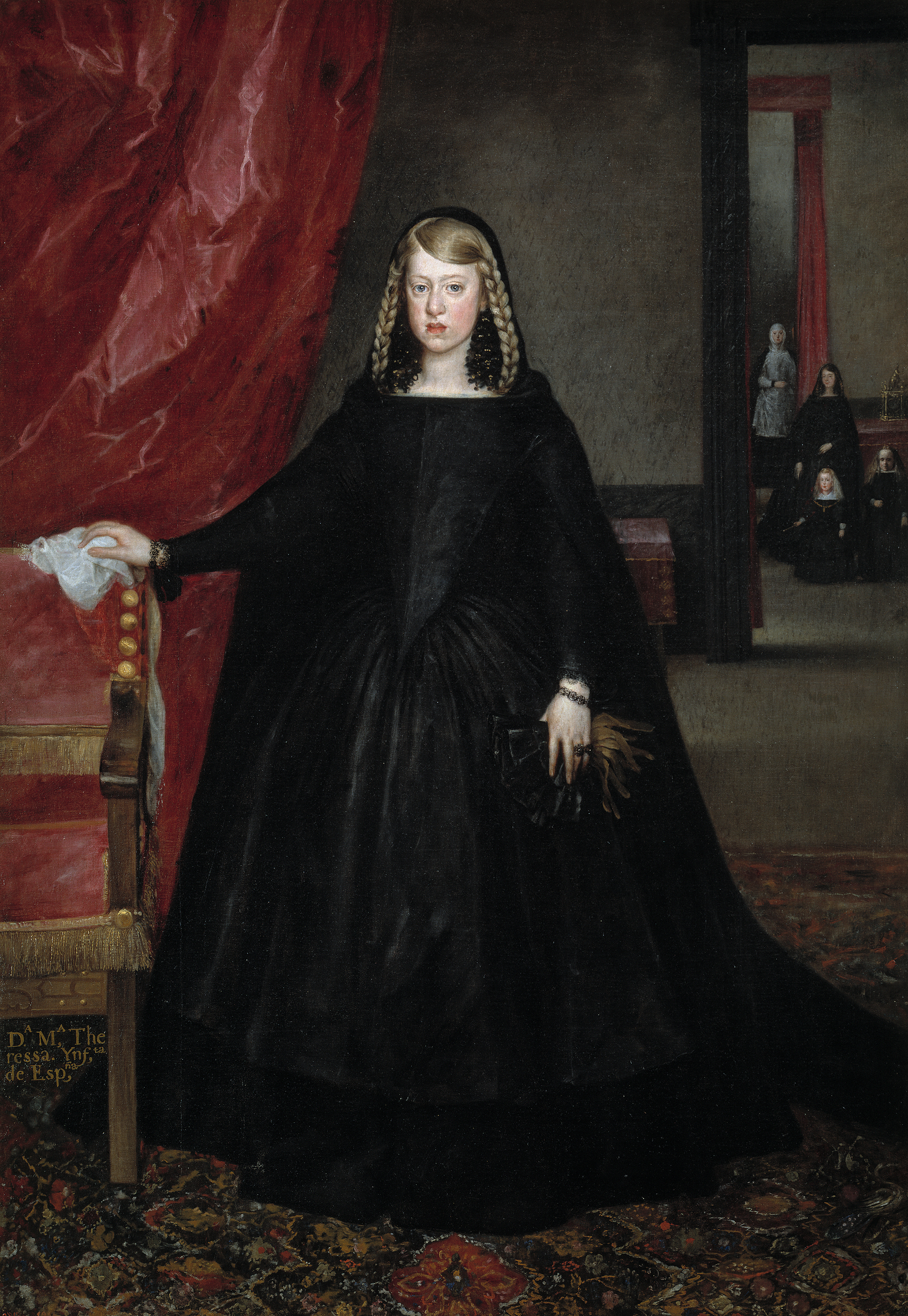
Juan Bautista Martínez del Mazo: Infantka Markéta Tereza (1651–1673) ve smutku za svého otce v roce 1666. V pozadí je její mladší bratr Karel II. a trpaslice Maribarbola, zobrazená také ve Dvorních dámách. V tomtéž roce Markéta opustila Španělsko a provdala se do Vídně.

Ve Španělsku 17. století se malíři jen zřídka těšili velkému uznání. Malování bylo považováno za řemeslo, nikoli za umění, jako je poezie nebo hudba. Velázquez se však propracoval až na královský dvůr a v únoru 1651 byl jmenován palácovým komorníkem (aposentador mayor del palacio). Funkce znamenala vyšší postavení a hmotné zajištění, ale její povinnosti kladly velké nároky na malířův čas. Během zbývajících osmi let svého života namaloval už jen několik děl, většinou portréty královské rodiny. Když maloval Dvorní dámy, byl na královském dvoře již 33 let.
První manželka Filipa IV. Izabela zemřela v roce 1644 a jejich jediný syn Baltazar Karel zemřel o dva roky později. Aby si zajistil dědice, Filip si roku 1649 vzal za manželku Marii Habsburskou, jež byla původně zasnoubena Baltazaru Karlovi. Markéta Tereza (1651–1673) byla jejich první dítě, v době vzniku obrazu zatím jediné. Později Markéta měla krátce žijícího bratra Filipa Prospera (1657–1661), a poté se narodil Karel (1661–1700), který ve věku tří let nastoupil na trůn jako Karel II. Velázquez maloval portréty Marie a jejích dětí, a ačkoli Filip IV. sám už jako starý člověk nechtěl být portrétován, dovolil Velázquezovi, aby ve Dvorních dámách zobrazil i jeho. Na počátku 50. let 17. století král Velázquezovi přidělil hlavní sál apartmánu zesnulého Baltazara Karla, který pak sloužil jako palácové muzeum a malířský ateliér, kde vznikly i Dvorní dámy. Filip měl v ateliéru svou vlastní židli a často tam sedával a sledoval Velázqueze při práci. Přestože byl uměnímilovný král omezen přísnou etiketou, zdá se, že měl s malířem blízký vztah. Po Velázquezově smrti Filip na okraj memoranda o výběru malířova nástupce napsal „jsem zdrcen“.
Během 40. a 50.  let 17. století Velázquez sloužil jako dvorní malíř a kurátor Filipovy rostoucí sbírky evropského umění. Zdá se, že v této roli dostal neobvyklou míru svobody. Dohlížel na výzdobu a interiérový design místností s nejcennějšími obrazy, přidával zrcadla, sochy a tapisérie. Byl také zodpovědný za získávání, prověřování, instalaci a inventarizaci králových obrazů. Na počátku 50. let 17. století byl Velázquez ve Španělsku široce respektován jako znalec umění. Velká část současné sbírky muzea Prado – včetně prací Tiziana, Raffaela a Rubense – byla získána a shromážděna pod Velázquezovým vedením.

### Provenience a stav

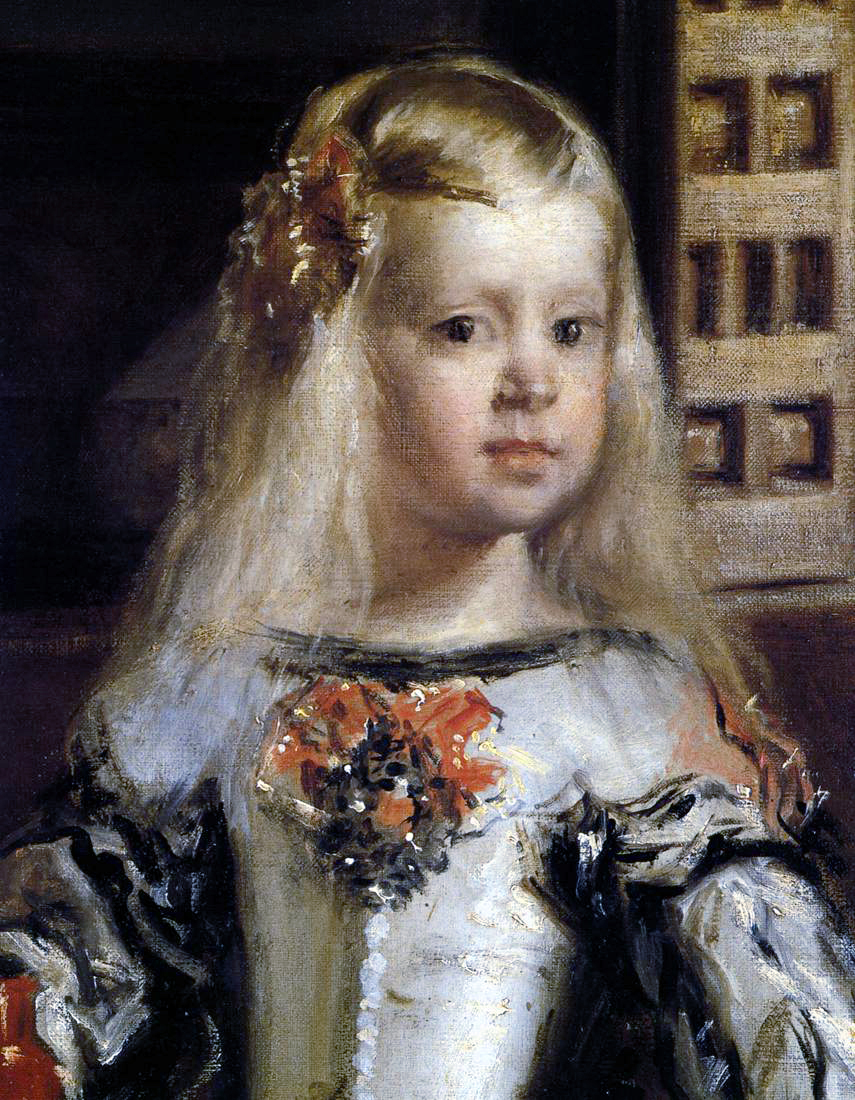
Detail zobrazující princeznu Markétu Terezu. Větší část její levé tváře byla přemalována po poškození během požáru paláce v roce 1734.

Dvorní dámy byly v nejstarších inventářích označovány jako La Familia (Rodina). V inventáři z roku 1666 je tak zapsal García de Medrano. Podrobný popis Dvorních dam, který identifikuje několik postav, publikoval Antonio Palomino („Giorgio Vasari španělského zlatého věku“) v roce 1724. Průzkum obrazu pod infračerveným světlem ukazuje drobné pentimenti, tedy stopy dřívějších verzí obrazu, které později sám umělec přemaloval. Například Velázquezova hlava byla na obraze nejprve nakloněna doprava, nyní směřuje víc doleva.
Obraz byl na levé i pravé straně oříznut; neví se, kdy a proč, a López-Rey říká, že oříznutí je výraznější na pravé straně obrazu. Navíc byl poškozen při požáru v roce 1734, který zničil palác Alcázar, a poté restaurován dvorním malířem Juanem Garcíou de Miranda (1677–1749). Levá tvář infantky byla téměř úplně přemalována, protože zde došlo ke značnému poničení barvy. Během požáru shořel také původní rám obrazu. Po záchraně před ohněm byl obraz v letech 1747–48 inventarizován jako součást královské sbírky a infantka byla mylně identifikována jako princezna Marie Tereza, starší nevlastní sestra Markéty Terezy; stejná chyba se opakovala, když byl obraz inventarizován v novém madridském královském paláci v roce 1772. Inventář z roku 1794 se vrátil k verzi dřívějšího titulu Rodina Filipa IV., který se opakuje i v záznamu z roku 1814. Obraz byl předám do sbírek muzea Prado při jeho založení v roce 1819. V roce 1843 katalog Prada uvádí dílo poprvé jako Las Meninas (Dvorní dámy).
Obraz následkem znečištění a davů návštěvníků utrpěl ztrátu textury a odstínů barev: kdysi živé kontrasty mezi modrými a bílými pigmenty v kostýmech dvořanek vybledly. Naposledy byl vyčištěn v roce 1984 pod dohledem amerického odborníka Johna Brealeyho, aby se odstranil „žlutý nános“ prachu, který se nashromáždil od předchozího restaurování v 19. století. Čištění vyvolalo podle historika umění Federica Zeriho „zběsilé protesty, ne proto, že by byl obraz jakkoli poškozen, ale proto, že vypadal jinak“. Podle názoru Lópeze-Reye však „restaurování bylo bezchybné“. Obraz není pro svou velikost, význam a hodnotu zapůjčován k výstavám jiným galeriím. Mimo Madrid byl pouze v době občanské války, kdy ho španělská republikánská vláda roku 1939 evakuovala spolu s řadou dalších předmětů ze sbírek muzea Prado do Švýcarska.
Důkladné technické zkoumání Dvorních dam včetně analýzy pigmentů bylo provedeno kolem roku 1981 v Pradu. Analýza ukázala obvyklé pigmenty období baroka, které Velázquez často používal. Hlavní pigmenty použité pro tento obraz jsou olovnatá běloba, azurit (pro sukni klečící dámy), rumělka a červený lak, okry a uhlíková čerň.

## Popis

### Scéna

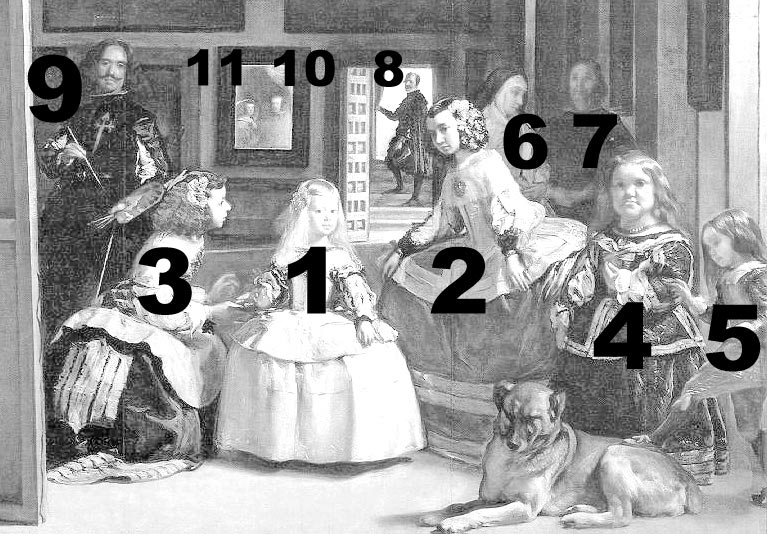
Klíč k osobám na obraze je v textu

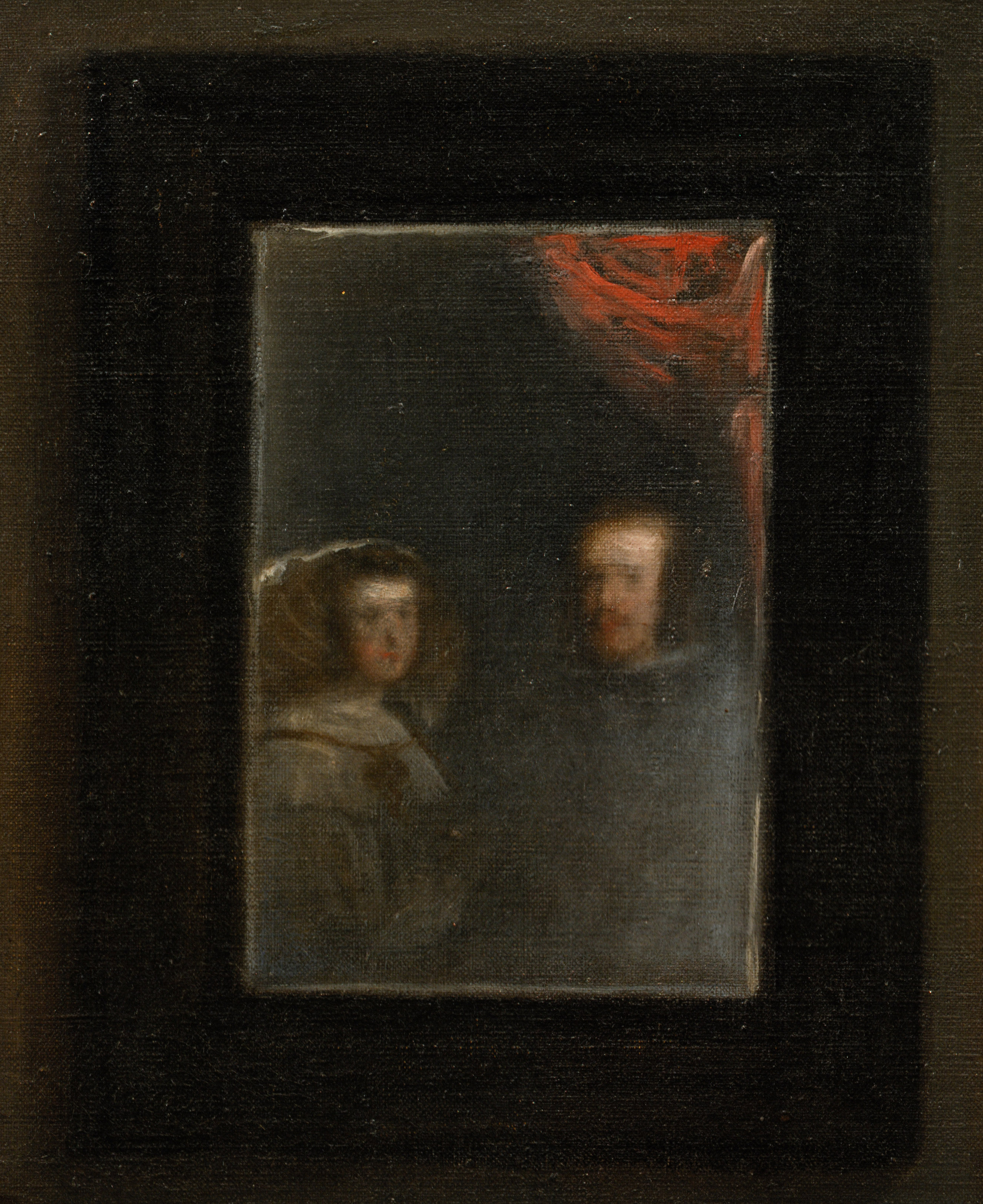
Detail zrcadla visícího na zadní stěně, ukazující odrazy Filipa IV. a jeho manželky Marie Habsburské

Dvorní dámy byly namalovány ve Velázquezově ateliéru v madridském paláci Alcázar. Místnost s vysokým stropem je slovy Silvia Gaggiho „jednoduchá krabice, kterou lze popsat perspektivní mřížkou s jediným úběžníkem“. Uprostřed v popředí stojí princezna Markéta Tereza (1). Pětiletá infantka, která se později provdala za římského císaře a českého krále Leopolda I., byla v době vzniku obrazu jediným přeživším dítětem Filipa IV. a Marie. Vedle ní jsou dvě mladé dvorní dámy neboli meninas: doña Isabel de Velasco (2), která se právě chystá uklonit se princezně, a doña María Agustina Sarmiento de Sotomayor (3), která před Markétou klečí a nabízí jí pití z červené nádobky, kterou drží na zlatém podnose. Napravo od infantky jsou dva trpaslíci: achondroplázií trpící Rakušanka Maria Bárbola (4) a Ital Nicolás Pertusato (5), který nohou škádlí ospalého mastina. Předpokládá se, že pes je potomkem dvou mastifů ze zámku Lyme Hall v anglickém Cheshiru, které Filipovi III. v roce 1604 věnoval Jakub I. Stuart. Doña Marcela de Ulloa (6), princeznina vychovatelka, stojí za nimi oblečená ve smutečním oděvu a mluví s tělesným strážcem (guardadamas) (7), kterým snad mohl být don Diego Ruiz Azcona.

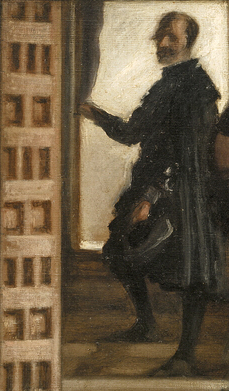
Detail zobrazující dona Josého Nieta Velázqueze u dveří na pozadí obrazu

Vzadu vpravo stojí don José Nieto Velázquez (8) – královnin komorník v 50. letech 17. století a vedoucí královských gobelínových manufaktur – který možná byl příbuzným umělce. Je zobrazen rozkročený, ale stojící, s ohnutým pravým kolenem a nohama na sousedních stupních schodů. Jak poznamenává umělecká kritička Harriet Stoneová, není jisté, zda „přichází nebo odchází“. Je zobrazen v poloprofilu a zdá se, že na krátkém schodišti drží odsunutý závěs a za ním je nezřetelná stěna nebo prostor. Podsvícení i otevřené dveře odhalují další prostor: slovy historičky umění Analisy Leppanenové lákají „naše oči neodolatelně do hlubiny“, dodávají obrazu hloubku. Odraz královského páru míří opačným směrem, do popředí obrazového prostoru. Úběžník perspektivy je ve dveřích, jak lze ukázat prodloužením linie styku stěny a stropu vpravo. Josého Nieta vidí pouze král a královna, kteří sdílejí úhel pohledu diváka, ale nevidí ho postavy v popředí. V poznámkách svého článku Joel Snyder píše, že Nieto byl královniným pomocníkem a musel jí být po ruce, aby jí otevíral a zavíral dveře. Podle Snydera tedy stojí ve dveřích, aby král a královna mohli odejít. Proto Snyder tvrdí, že vyobrazená scéna ukazuje konec sezení královského páru pro Velázqueze, kdy se členové královské rodiny připravují k odchodu, což vysvětluje, „proč se menina napravo od infantky začíná uklánět.“
Sám malíř Velázquez (9) stojí vlevo od skupiny za velkým plátnem na malířském stojanu a hledí ven z obrazu. Na hrudi má červený kříž řádu sv. Jakuba, který obdržel až v roce 1659, tři roky po dokončení obrazu. Podle Palomina Filip IV. nařídil, aby byl kříž na obraz přidán po Velázquezově smrti, „a někteří říkají, že ho namalovalo samo Jeho Veličenstvo“. Z malířova opasku visí symbolické klíče jeho dvorských úřadů.
Zrcadlo na zadní stěně odráží horní část těla a hlavy dvou postav identifikovaných podle jiných obrazů i samotným Palominem jako král Filip IV. (10) a královna Marie (11). Nejběžnější výklad zní, že odraz ukazuje královský pár v póze, kterou zaujímají pro Velázqueze, když je maluje, zatímco jejich dcera se dívá; a že obraz tedy ukazuje jejich pohled na celou skupinu. Kromě možnosti, že Velásquez maluje královský pár, diskutovali uměnovědci i další dvě teorie: malíř na obraze buď právě maluje infantku, anebo samotné Dvorní dámy.
Z devíti vyobrazených postav se tak pět dívá přímo na královský pár neboli na diváka. Jejich pohledy spolu s odrazem krále a královny potvrzují přítomnost královského páru mimo prostor malby. Historici umění Horst Woldemar Janson a Joel Snyder ovšem navrhují možnost, že obraz krále a královny je odrazem Velázquezova plátna, jehož přední strana je pro diváka skryta. Jiní autoři uvádějí, že plátno, na kterém Velázquez pracuje, je neobvykle velké oproti jeho obvyklým portrétům a poznamenávají, že je zhruba stejné velikosti jako samy Dvorní dámy. Obraz obsahuje jediný známý dvojportrét královského páru namalovaný Velázquezem.
Úhel pohledu diváka na obraz je přibližně stejný jako pohled královského páru na scénu, i když o tomto bodu se široce diskutovalo. Mnoho odborníků předpokládá, že scéna ukazuje to, co pozorují král a královna, zatímco pózují pro dvojportrét, a že infantka a její společníci jsou přítomni jen proto, aby panovnickému páru sezení zpříjemnili. Ernst Gombrich si myslel, že nápad vytvořit obraz Dvorní dámy mohli dostat právě král s královnou: „Možná princeznu přivedli ke královským rodičům, aby jim ulehčili nudu během malování, a král nebo královna k Velázquezovi poznamenali, že zde je hodný námět pro jeho štětec. Slova vyřčená panovníkem jsou vždy považována za příkaz, a tak je možné, že za toto mistrovské dílo vděčíme letmému přání, které jedině Velázquez dokázal proměnit ve skutečnost.“ Žádná taková teorie však není přijímána univerzálně. Leo Steinberg naznačuje, že král a královna sedí nalevo od diváka a odraz v zrcadle je odrazem plátna, portrétu krále a královny.
Kenneth Clark se domnívá, že malíř zobrazil scénu, kde se dvorní dámy pokoušejí princeznu přemluvit, aby pózovala se svou matkou a otcem. V knize Looking at Pictures z roku 1960 Clark píše: „Náš první pocit je, že jsme tam. Stojíme napravo od krále a královny, jejichž odraz vidíme ve vzdáleném zrcadle, díváme se do strohé místnosti v Alcázaru (vyzdobené del Mazovými kopiemi Rubense) a sledujeme známou situaci. Infantka doña Margarita nechce pózovat... Je jí už pět let a má toho dost. Obrovský obraz je tak velký, že stojí na podlaze, a ona se na něm má objevit se svými rodiči; proto je potřeba infantku nějak přesvědčit. Její dvorní dámy, známé pod portugalským jménem meninas..., se ji ze všech sil snaží přemluvit a přivedly jí trpaslíky Maribarbolu a Nicolasita, aby ji pobavili. Ti ji však ve skutečnosti znepokojují téměř stejně jako nás.“
Zadní stěna místnosti, která je ve stínu, je obložena řadami obrazů; je tu jedna scéna z Rubensovy řady obrazů podle Ovidiových Metamorfóz a kopie děl Jacoba Jordaense od Velázquezova zetě a hlavního asistenta del Maza. Obrazy visí přesně na místech zaznamenaných v inventáři pořízeném v této době. Na stěně vpravo je pravidelně rozvěšeno osm menších obrazů, ze kterých jsou kvůli úhlu divákova pohledu vidět většinou jen rámy. Podle zmíněného inventáře je lze identifikovat jako další Mazoovy kopie obrazů z Rubensovy ovidiovské řady, i když lze přesněji rozeznat pouze dva z nich.
Obrazy na zadní stěně jsou Minerva trestající Arachné a Apollónovo vítězství nad Marsyasem. V obou příbězích vystupuje Minerva, bohyně moudrosti a patronka umění. Obě legendy vyprávějí osudy smrtelníků, kteří vyzvali bohy, a jejich děsivé konce. Legenda o dvou ženách, Minervě a Arachné, je na stejné straně zrcadla jako královnin odraz, zatímco legenda o mužích, kde vystupuje bůh Apollón a satyr Marsyas, visí na straně krále.

### Kompozice
Plocha obrazu byla malířem pojata jako rozdělená na čtvrtiny horizontálně a sedminy vertikálně; tato mřížka se používá k organizaci komplikované skupiny postav a byla v té době běžnou pomůckou. Velázquez přímo ukazuje devět postav, a pokud zahrneme i odrazy krále a královny, tak jedenáct; všechny však namaloval pouze na spodní polovině plátna.
Podle López-Reye vykazuje obraz tři ohniska zájmu: infantku Markétu, autoportrét malíře a odraz královského páru v zrcadle. V roce 1960 Clark poznamenal, že úspěch kompozice je výsledkem především přesného zacházení se světlem a stínem: „Každé ohnisko nás zapojuje do nového souboru vztahů a malíř, který chce namalovat tak složitou skupinu, jako jsou Dvorní dámy, musí mít v hlavě jedinou konzistentní stupnici vztahů, kterou může použít na celém obraze. Může k tomu používat nejrůznější pomůcky – perspektiva je jednou z nich – ale nakonec skutečný výsledný vizuální dojem závisí na jediné věci, na pravdivosti tónu. Kresba může být zjednodušená, barvy fádní, ale pokud jsou vztahy barevných tónů pravdivé, obraz obstojí.“
O centrálním prvku obrazu se však široce diskutovalo. Leo Steinberg tvrdí, že ortogonály v díle jsou záměrně maskované, aby se posunulo ohnisko obrazu. Podobně jako Lopez-Rey popisuje tři ohniska. Muž ve dveřích přitom tvoří úběžník. Přesněji řečeno je ohbí jeho paže místem, kde se protínají ortogonály oken a světel stropu.
Hloubka a rozměr jsou znázorněny použitím lineární perspektivy, překrýváním vrstev tvarů a zejména, jak uvádí Clark, pomocí tónu. Tento kompoziční prvek působí v obraze mnoha způsoby. Za prvé je to působení přirozeného světla uvnitř místnosti a za ní. Obrazový prostor uprostřed a v popředí je osvětlen ze dvou zdrojů: tenkými paprsky světla z otevřených dveří a širokými proudy procházejícími oknem napravo. Francouzský filozof Michel Foucault poznamenal, že světlo z okna osvětluje jak popředí obrazu v ateliéru, tak i nezobrazenou plochu před ním, v níž se předpokládá, že se nacházejí král, královna a divák. Pro Josého Ortegu y Gasseta světlo rozděluje scénu do tří odlišných částí, přičemž jsou silně osvětleny popředí a pozadí, mezi nimiž leží potemnělý meziprostor se siluetami některých postav.
Velázquez používá světlo nejen pro dodání plastičnosti a určitosti jednotlivým formám, ale také k definování ústředních bodů malby. Světlo proudí zprava, a jasně se tak třpytí na copu a tmavě zlatých vlasech trpaslice, která je nejblíže jeho zdroji. Ale protože je její tvář odvrácena od světla a ve stínu, není barevnými tóny zvlášť zdůrazněna. Podobně světlo zešikma dopadá na tvář dvorní dámy stojící vedle, ale nezdůrazní rysy jejího obličeje. Většina jejích světlých barevných šatů zůstává ve stínu. Infantka však stojí v plném osvětlení a s tváří obrácenou ke zdroji světla, i když její pohled k němu nemíří. Její tvář lemují světlé vlasy, které ji odlišují od všech ostatních postav obrazu. Světlo modeluje geometrický objem její formy, definuje kuželovitost drobného trupu pevně svázaného do korzetu a vyztuženého živůtku i sukni, která se kolem ní rozprostírá jako oválná bonboniéra a vrhá svůj vlastní hluboký stín, jenž svým ostrým kontrastem s jasným brokátem zdůrazňuje a umísťuje její postavičku do středu pozornosti.

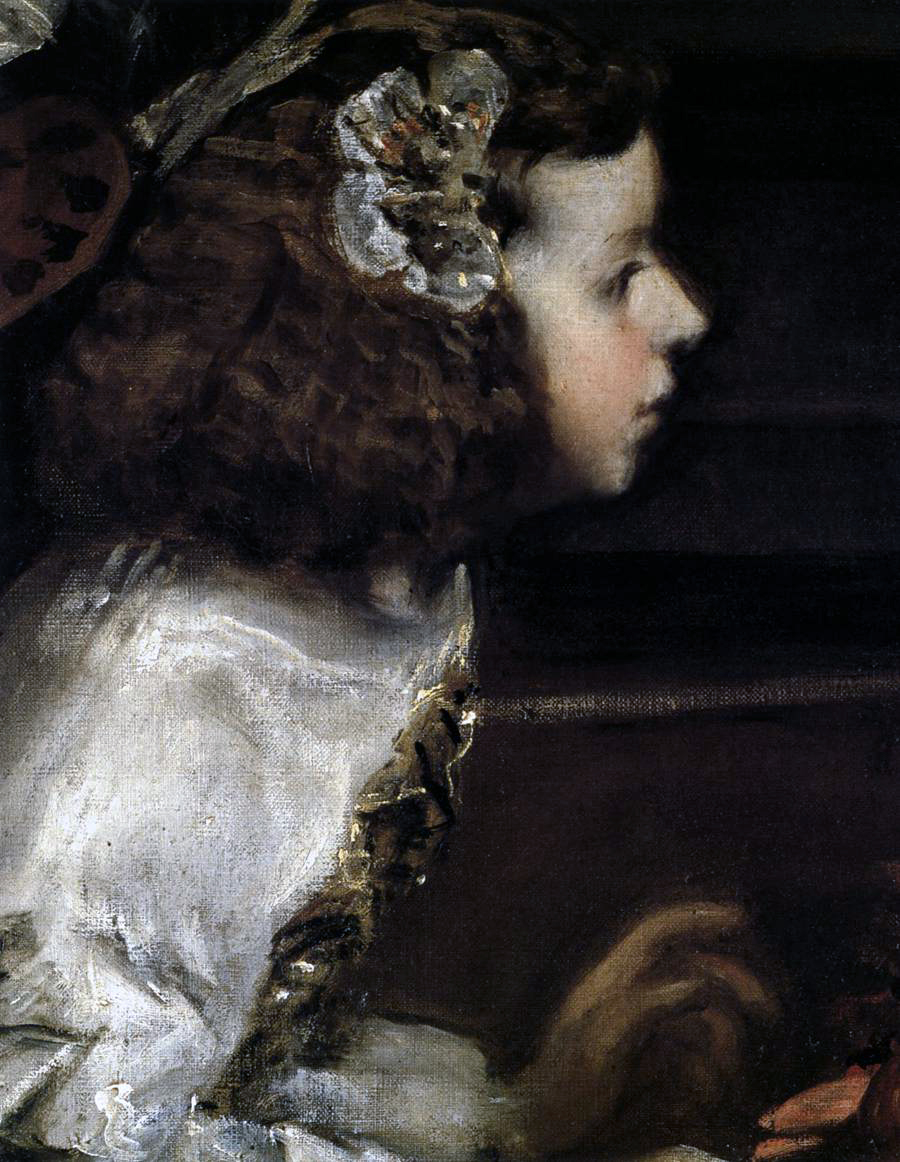
Detail Maríe de Sotomayor ukazuje Velázquezův volný tah štětce na jejích šatech

Velázquez dále princeznu zdůraznil umístěním a osvětlením jejích dvorních dam, které jsou ve vzájemné opozici: jedna před a druhá za infantkou. Dívka po divákově levici má jasně osvětlený profil a její rukáv vytváří úhlopříčku. Její protějšek, druhá dívka, tvoří širší, ale méně definovaný odraz její pozornosti, což mezi nimi vytváří diagonální prostor, ve kterém dívky chrání svou svěřenkyni.
Prostorem, který zabírá infantka, prochází další obrazová úhlopříčka. Podobné spojení jako mezi dvojicí dvorních dam totiž je i mezi trpaslicí a postavou samotného Velázqueze: oba na diváka hledí z podobných úhlů, čímž vytvářejí vizuální napětí. Tvář Velázqueze je matně osvětlena spíš odraženým než přímým světlem. Z tohoto důvodu jsou jeho rysy, i když ne tak ostře vyznačené, viditelnější než rysy trpaslice, která stojí mnohem blíže světelnému zdroji. Pohled přímo do tváře, plně soustředěné na diváka, přitahuje pozornost; jeho důležitost je tonálně vyznačena kontrastním rámováním tmavých vlasů, světlem na ruce a štětci i zručně umístěným světlým trojúhelníkem na rukávu umělce, ukazujícím přímo k obličeji.
Zrcadlo je dokonale definovaný nepřerušovaný světlý obdélník v širokém černém obdélníku. Čistý geometrický tvar přitahuje pozornost diváka podobně jako osvětlený obličej a více než narušený geometrický tvar, jako jsou dveře, nebo zastíněný či poodvrácený obličej, jaký má trpaslík v popředí nebo muž v pozadí. Divák nedokáže rozeznat přesné rysy královských manželů, ale v opalizujícím lesku povrchu zrcadla jsou jako zářící ovály zřetelně natočeni přímo k divákovi. Jonathan Miller poukázal na to, že kromě „přidání sugestivních odlesků na zkosených hranách je nejdůležitější způsob, jakým zrcadlo prozrazuje svou identitu, obraz ukázaný v něm, jehož jas je tak nekonzistentní s šerem okolní stěny, že si jej lze vysvětlit pouze jako odraz silně osvětlených postav krále a královny“.
Stejně jako mladé dvořanky odrážejí jedna druhou, tak i král a královna mají na obraze své protějšky v matně osvětlené dvojici gardedámy a strážce, tedy dvou lidí, kteří slouží jejich dceři a pečují o ni. Umístění postav ve středu obrazu má rytmický vzorec: muž (malíř), dvojice (panovnický pár), muž (José Hieto), dvojice (gardedáma a bodyguard); a i když vnější postavy jsou divákovi blíže než ostatní, všechny zaujímají stejný horizontální pás na ploše obrazu.
Ke složitosti obrazu přispívá i trpaslík v popředí, jehož zvednutá ruka odráží gesto mužské figury v pozadí, přičemž jeho žertovné vystupování odvádějící pozornosti od ústředního děje s postavou v pozadí ostře kontrastuje. Neformálnost jeho pózy, zastíněný profil a tmavé vlasy z něj navíc činí zrcadlový obraz klečící pomocnice infantky. Malíř ho však postavil před světlo proudící oknem, a tak na této postavě v popředí minimalizoval kontrast barevných tónů.
Přes určitou nejasnost se jedná o malířův nejdůkladněji ztvárněný architektonický prostor a jediný, na kterém zobrazil strop. Podle López-Reye v žádné jiné kompozici Velázquez tak dramaticky nevedl oko do oblastí mimo dohled diváka: jak plátno, které právě maluje, tak i prostor mimo zorné pole, kde stojí král a královna, si lze jen představit. Holý tmavý strop, zadní strana Velázquezova plátna i přísná geometrie zarámovaných obrazů kontrastují s živou, brilantně nasvícenou a nádherně namalovanou skupinou v popředí. Stoneová píše: „Všechny postavy obrazu nemůžeme zahrnout jedním pohledem. Nejenže tomu brání rozměry obrazu v životní velikosti, ale také skutečnost, že hlavy postav jsou natočeny různými směry, což znamená, že vychylují náš pohled. Malba komunikuje prostřednictvím obrazů, které je tedy třeba pro její pochopení vnímat postupně, jeden po druhém, v kontextu stále se odvíjející historie. Je to historie, která je stále nezarámovaná, dokonce ani na tomto obraze složeném z rámů v rámech.“
Podle Kahrové mohli kompozici obrazu ovlivnit tradiční holandští mistři tvořící obrazy určené do galerií, jako jsou Frans Francken mladší, Willem van Haecht nebo David Teniers mladší. Teniersovo dílo vlastnil Filip IV. a Velázquez ho asi znal. Stejně jako Dvorní dámy i tyto obrazy často popisují formální návštěvy významných sběratelů nebo panovníků a „ukazují místnosti s řadou oken dominujících jedné boční stěně a obrazy zavěšenými mezi okny i na ostatních stěnách“. Galerijní portréty také sloužily k oslavě umělce i královské rodiny nebo příslušníků vyšších tříd, což mohl být rovněž Velázquezův záměr s Dvorními dámami.

### Zrcadlo a odraz

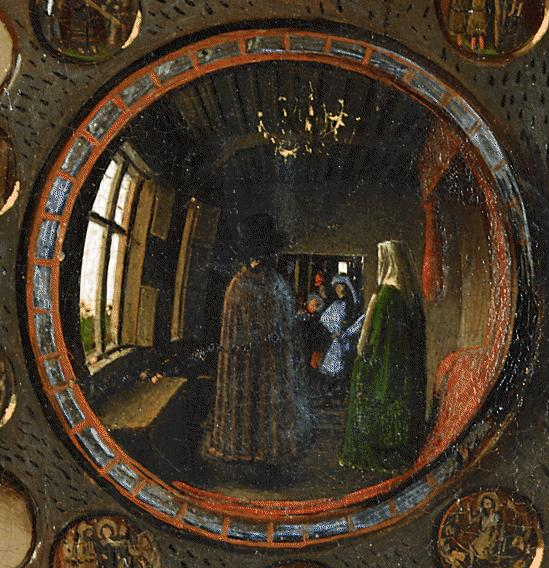
Detail zrcadla na van Eyckově Svatbě manželů Arnolfiniových. Van Eyckův obraz ukazuje obrazový prostor „zezadu“ a dvě další postavy vpředu, podobně jako jsou ty odrážející se v zrcadle na Velázquezově obraze.

Prostor a umístění zrcadla jsou takové, že se zdá, že Filip IV. a Marie Habsburská stojí vůči obrazovému prostoru na místě diváků, čelem k infantce a jejímu doprovodu. Podle Jansona se nejen postavy v popředí sešly na podporu Filipa a Marie, ale i malířova pozornost se soustředí na královský pár, na jehož portrétu zřejmě pracuje. I když jej lze vidět pouze v zrcadlovém odrazu, jejich vzdálený obraz zaujímá na plátně ústřední místo z hlediska společenské hierarchie i kompozice. Divákova pozice vůči obrazu je nejistá. Diskutovalo se, zda panovnický pár stojí vedle diváka, nebo zda nahrazuje diváka, který vidí scénu jejich očima. Druhé myšlence dávají váhu pohledy tří postav – Velázqueze, infantky a trpaslice Maribarboly – které jako by zíraly přímo na diváka.
Zrcadlo na zadní stěně ukazuje, co ve scéně na obraze chybí: král a královna a slovy Harriet Stoneové i „celé generace diváků, kteří zaujímají místo královského páru před obrazem“. Historici umění Snyder a Cohn v roce 1980 poznamenali: „Velázquez chtěl, aby zrcadlo záviselo na použitém malovaném plátně. Proč to měl chtít? Světlo v zrcadle zjevně odráží samotného krále a královnu, ale dělá víc než jen to: zrcadlo překonává přírodu. Zrcadlový obraz je pouze odrazem. Odrazem čeho? Skutečné věci - Velázquezova umění. V přítomnosti svých Bohem pomazaných panovníků... Velázquez jásá nad svým uměním a radí Filipovi a Marii, aby nestáli o zjevení svého obrazu v přirozeném odrazu zrcadla, ale spíše v pronikavém pohledu svého mistra malíře. V přítomnosti Velázqueze je zrcadlový obraz jen chabou napodobeninou skutečnosti.“

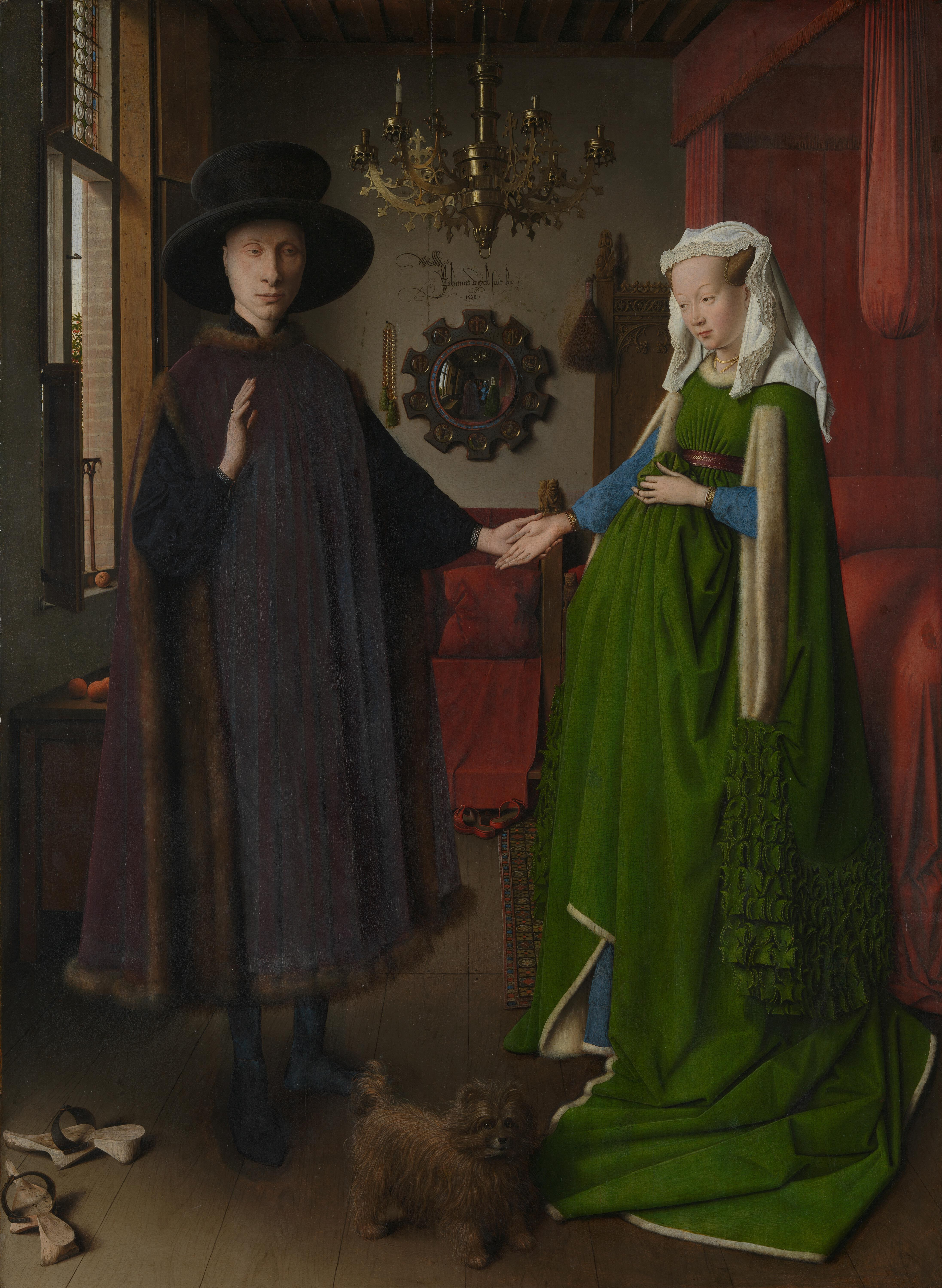
Svatba manželů Arnolfiniových (1434): Jan van Eyck zde používá obraz odražený v zrcadle podobným způsobem jako Velázquez ve Dvorních dámách.

Král a královna tedy jako by byli „mimo“ obraz, ale jejich odraz v zrcadle na zadní stěně je také umisťuje „dovnitř“ obrazového prostoru.
Snyder navrhuje možnost, že jde o „zrcadlo majestátu“ nebo narážku na literární knížecí zrcadla. Je zde věrný odraz krále a královny, píše Snyder, ale zároveň „je to obraz příkladných panovníků, odraz ideálního charakteru“. Pak zaměří svou pozornost na princeznu a píše, že Velázquezův portrét je „malířským ekvivalentem příručky pro výchovu princezny – zrcadlem princezny“.
Obraz je pravděpodobně ovlivněn dílem Jana van Eycka z roku 1434, Svatbou manželů Arnolfiniových. V té době visel van Eyckův obraz ve Filipově paláci a Velázquez ho asi dobře znal. Arnolfiniovi mají také zrcadlo umístěné v zadní části obrazového prostoru, odrážející dvě postavy, které mají stejný úhel pohledu jako divák, podobně jako na Velázquezově obrazu; jsou příliš malé na to, aby je bylo možné identifikovat, ale spekulovalo se, že jedna může být sám umělec, i když není zobrazen při malování. Podle Luciena Dällenbacha: „Zrcadlo [Dvorních dam] je obráceno k pozorovateli jako na Van Eyckově obraze. Zde je však postup realističtější do té míry, že ,zpětné zrcátko‘, v němž se objevuje královský pár, již není vypouklé, ale ploché. Zatímco odraz na vlámském obraze rekomponoval předměty a postavy do prostoru, který byl zhuštěný a deformovaný zakřivením zrcadla, Velázquezův obraz si odmítá hrát se zákony perspektivy: promítá na plátno dokonalé dvojníky krále a královny před obrazem.“
Jonathan Miller se ptá: „Co si máme myslet o rozmazaných rysech královského páru? Je nepravděpodobné, že by to mělo něco společného s optickou nedokonalostí zrcadla, které by ve skutečnosti mělo zobrazit ostrý obraz krále a královny.“ Poznamenává, že to „kromě vyobrazeného zrcadla škádlivě implikuje ještě další zrcadlo nevyobrazené, bez něhož si lze jen stěží představit, jak by se [Velázquez] mohl ukázat, jak maluje obraz, který nyní vidíme“.

## Interpretace
Nepolapitelnost Dvorních dam podle Dawsona Carra „naznačuje, že umění i život jsou iluze“. Vztah mezi iluzí a realitou byl ústředním tématem španělské kultury 17. století. Dominuje například Donu Quijotovi, nejznámějšímu dílu španělské barokní literatury. Proto také je hra Calderóna de la Barcy Život je sen běžně považována za literární ekvivalent Velázquezova obrazu: „Co je život? Šílení! / Co je život? Přelud jen, / bájka, stín a hříčka pěn, / málo váží vrchol štěstí, / neb snem celý život jesti / a sny samy též jsou sen!“ (závěr druhého jednání, přel. Jaroslav Vrchlický) Zároveň však „Dvorní dámy jsou viditelným obrazem Velázquezova neviditelného myšlení,“ jak formulovat René Magritte v dopise Michelu Foucaultovi z 23. května 1966.

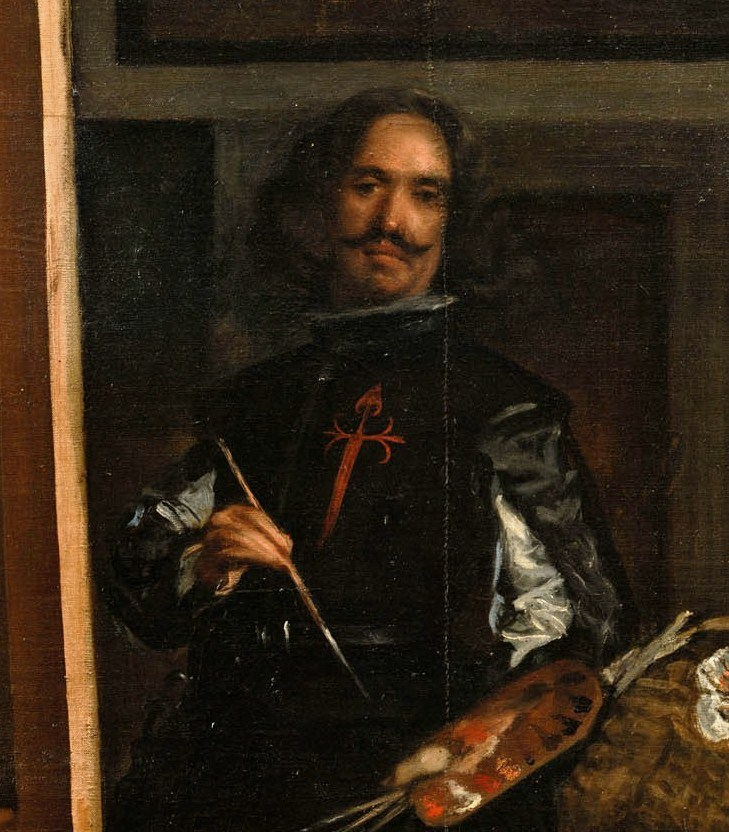
Detail zobrazující červený kříž řádu sv. Jakuba namalovaný na hrudi Velázqueze. Tento detail byl pravděpodobně doplněn později, protože malíř byl do řádu přijat královým dekretem 28. listopadu 1659.

Jon Manchip White poznamenává, že Dvorní dámy lze považovat za resumé celého Velázquezova života a kariéry, stejně jako za souhrn jeho dosavadního umění. Svůj jediný bezpečně prokázaný autoportrét umístil do královského paláce obklopený panovnickou rodinou, dvořany a krásnými předměty, které reprezentují jeho život u dvora. Historička umění Světlana Alpersová naznačuje, že zobrazením umělce při práci ve společnosti šlechty Velázquez nárokoval významné místo jak pro umělce, tak pro jeho umění, a zejména tím vyslovil, že malba je spíše svobodné umění než řemeslo. Tento rozdíl byl v té době předmětem sporů. Pro Velázqueze to bylo významné, protože pravidla Řádu sv. Jakuba vylučovala přijmout za členy lidi, jejichž povolání byla řemeslná. Kahrová tvrdí, že to byl nejlepší způsob, jak mohl Velázquez ukázat, že „není ani řemeslník, ani obchodník, ale dvorní hodnostář“. Navíc to byl způsob, jak prokázat, že je hoden přijetí královskou rodinou.
Michel Foucault věnoval úvodní kapitolu Slov a věcí (1966) analýze Dvorních dam. Pečlivě a detailně popisuje malbu, ale používá jazyk, který „není předepsán ani filtrován různými texty uměleckohistorického zkoumání“. Foucault si obraz prohlíží bez ohledu na námět, na umělcovu biografii, technické schopnosti, zdroje a vlivy, sociální kontext nebo vztah s jeho patrony. Místo toho analyzuje malířovu vědomou vynalézavost a zdůrazňuje složitou síť vizuálních vztahů mezi malířem, subjektem-modelem a divákem: „Díváme se na obraz, na kterém se malíř také dívá na nás. Pouhá konfrontace, oči zachycující pohled toho druhého, přímé pohledy, které se kříží jeden přes druhý. A přesto tato tenká linie vzájemné viditelnosti zahrnuje celou složitou síť nejistot, výměn a náznaků. Malíř k nám obrací oči jen do té míry, do jaké zaujímáme stejnou pozici jako ten, koho právě maluje.“
Pro Foucaulta Dvorní dámy ilustrují první známky nové epistémé neboli způsobu myšlení. Představují rozhraní mezi tím, co Foucault vnímá jako dvě „velké diskontinuity“ evropského myšlení, klasické a moderní: „Možná v tomto Velázquezově obraze existuje reprezentace, která jako by byla klasickou reprezentace, a definice prostoru, který se nám otevírá ... reprezentace, osvobozená od vztahu, který jí překážel, se může konečně nabídnout jako reprezentace v čisté formě.“ „Nyní ho (malíře) můžeme vidět v okamžiku klidu, v neutrálním středu jeho oscilace. Jeho tmavý trup a světlá tvář jsou na půli cesty mezi viditelným a neviditelným: vynořuje se z plátna mimo náš pohled, vstupuje do našeho pohledu; ale až za okamžik udělá krok doprava a zmizí z našeho pohledu, bude stát přesně před plátnem, které maluje; vstoupí do té oblasti, kde se pro něj jeho obraz, na okamžik zanedbaný, stane opět viditelným, zbaveným stínu a zbaveným zdrženlivosti. Jako by malíř nemohl být zároveň viděn na obraze, na němž je zobrazen, a zároveň vidět to, na čem něco zobrazuje.“
Xavier d'Hérouville se ve své analýze z roku 2015 vrací k původnímu označení, tedy Rodina Filipa IV., pod nímž byl obraz tehdy Velázquezovým současníkem, malířem Lucou Giordanem označen jako „teologie malby“. Prostřednictvím tohoto obrazu jako by si malíř představoval Boží pohled na stvoření. Když se divák postaví před plátno a představí si, že je v králově pracovně, pro kterou byl tento obraz vyhrazen, zjistí, že je okamžitě obdařen božskou silou „vidět, aniž by byl viděn“ rodinu Filipa IV. Rozhraní vytvořené tímto plátnem je proto třeba považovat za „jednosměrné zrcadlo“, ve kterém se každý z protagonistů tohoto zobrazení dívá sám na sebe a skrz které panovník a jeho manželka získávají božskou moc, takže mohou v naprostém klidu a soukromí uvažovat o svém životním díle, své „rodině“ v nejširším slova smyslu. Na plátno lze dále pohlížet nejen jako na shrnutí pokroků malířského umění v době jeho vzniku, ale také jako na vlastní životopis zaznamenávající Velázquezovův život a kariéru. To jde tak daleko, že se malíř na této „fresce“ představuje ve třech klíčových obdobích své vlastní existence na španělském dvoře: v pozadí a nalevo jako králův malíř, pak napravo v samotném srdci rodiny Filipa IV. vedle vychovatelky jako komorník královy ložnice, a nakonec uprostřed vzadu se zastavuje na schodech jako aposentador neboli správce paláce, nejvyšší funkce, kterou vykonával coby králův nejlepší přítel a důvěrník.

## Dvorní dámya další autorova díla

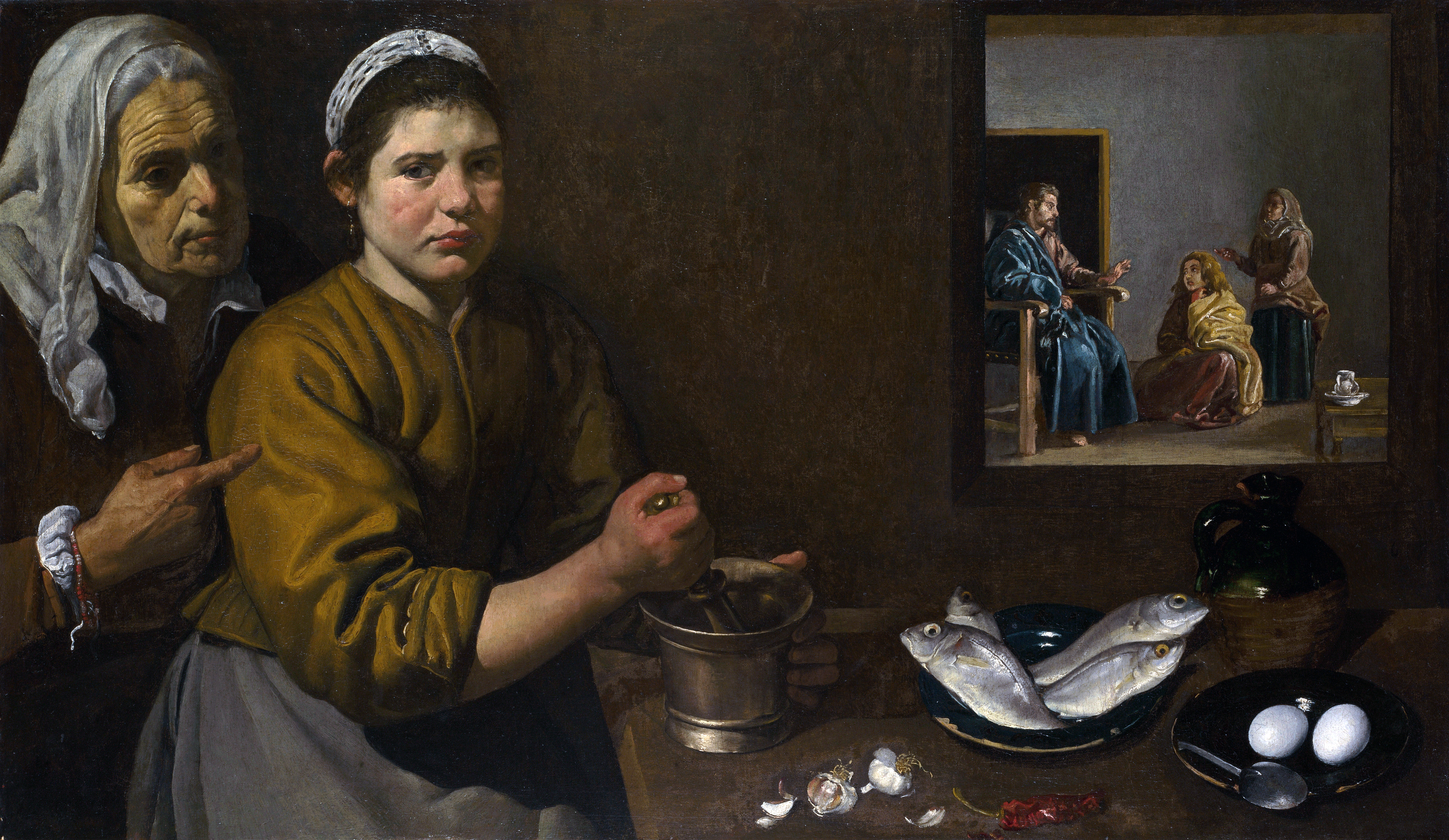
Velázquez: Kristus v domě Marty a Marie, 1618. Menší výjev je nejspíš průhled do sousední místnosti, někteří jej však považují za obrázek na zdi nebo odraz v zrcadle.

Mnoho aspektů Dvorních dam souvisí s dřívějšími díly Diega Velázqueze, ve kterých si pohrával s konvencemi zobrazování. Na Venušině toaletě – jeho jediném dochovaném aktu – je tvář zobrazené ženy vidět v zrcadle, rozmazaná a zkreslená. Úhel zrcadla je takový, že ačkoli „je často popisován jako pohled na sebe samu, [Venuše] svůj pohled spíš znepokojivě zaměřuje na nás“. V raném Kristu v domě Marty a Marie z roku 1618 jsou Kristus a jeho společníci vidět pouze servírovacím okénkem vedoucím do místnosti vzadu; podle Národní galerie v Londýně je již jasné, že to je autorský záměr, ačkoli před restaurováním obrazu roku 1964 mnoho historiků umění považovalo tento výjev buď za obraz visící na stěně v hlavní scéně, nebo za odraz v zrcadle. Oděvy na obou scénách se také liší: hlavní scéna je v dobovém evropském oděvu, zatímco scéna s Kristem používá konvenční ikonografický biblický oděv.
V Přadlenách, o kterých se věří, že byly namalovány rok po Dvorních dámách, jsou zobrazeny dvě různé scény z Ovidia: jedna v současných šatech v popředí a druhá částečně v antických šatech, odehrávající se před gobelínem na stěně zadní místnosti. Sira Dambe k tomu píše, že „aspekty vyobrazení a moci jsou na tomto obraze řešeny způsobem úzce spojenými s jejich zpracováním ve Dvorních dámách“. V sérii portrétů z konce 30. a 40. let 17. století – všechny jsou nyní v Pradu – Velázquez maloval klauny a další členy královské domácnosti, pózující jako bohové, hrdinové a filozofové; záměr byl jistě částečně komický, alespoň pro znalé, ale vyjádřený značně ambivalentním způsobem.
Velázquezovy portréty samotné královské rodiny byly do té doby přímočaré, i když často nelichotivě realistické a výrazově velmi složité. Na druhou stranu jeho královské portréty, navržené tak, aby je bylo možné pozorovat v rozlehlých palácových místnostech, mnohem výrazněji než jiná jeho díla vykazují bravurní techniku, kterou malíř proslul: „Velázquezovo zacházení s barvou je výjimečně volné, a když se člověk přiblíží ke Dvorním dámám, nastane bod, kdy se postavy náhle rozpustí ve šmouhách a skvrnách barvy. Štětce s dlouhou rukojetí, které používal, mu umožnily odstoupit a posoudit celkový efekt.“

## Vliv

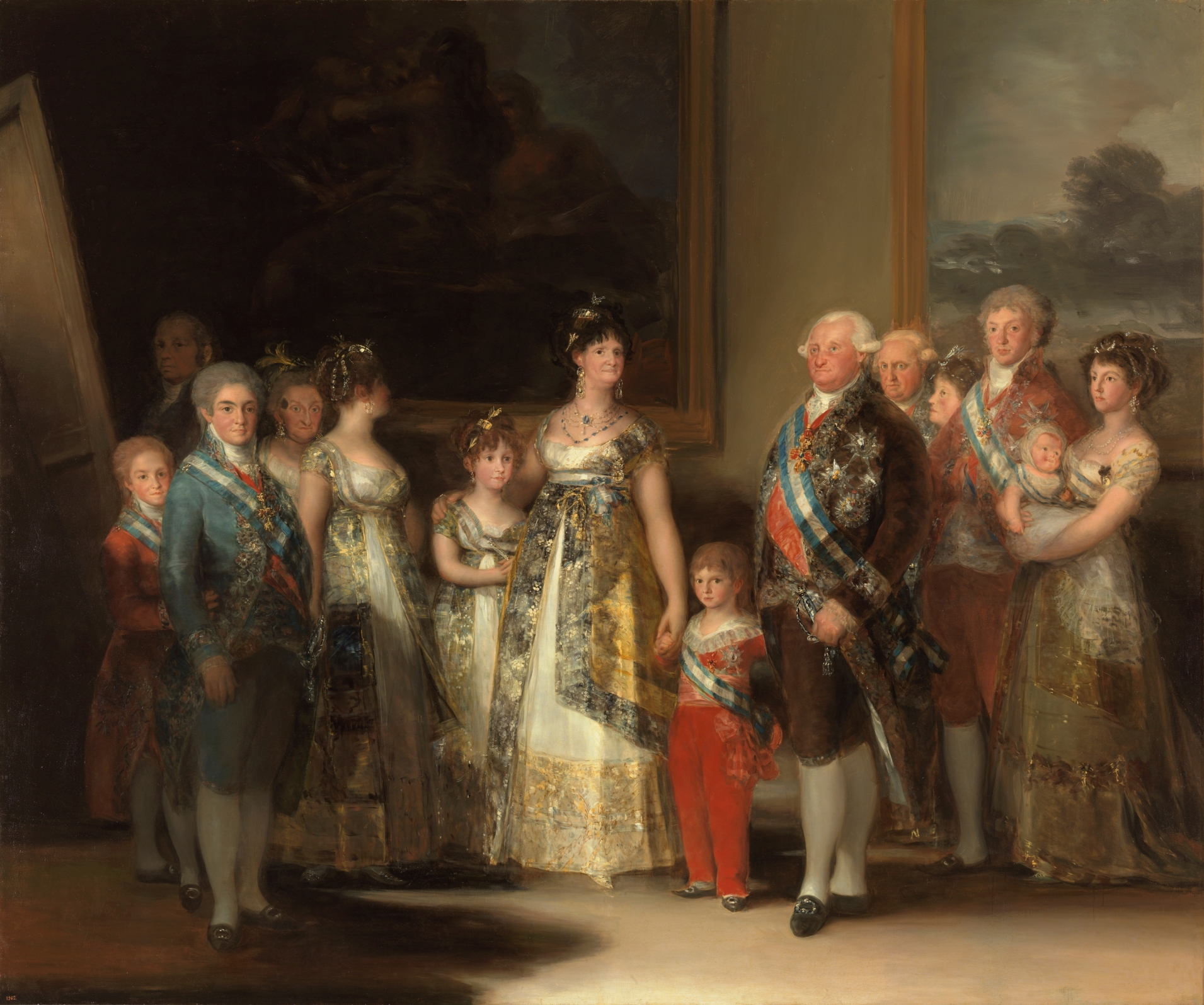
Goyova Rodina Karla IV. navazuje na Dvorní dámy, ale je k zobrazeným osobám méně soucitná.

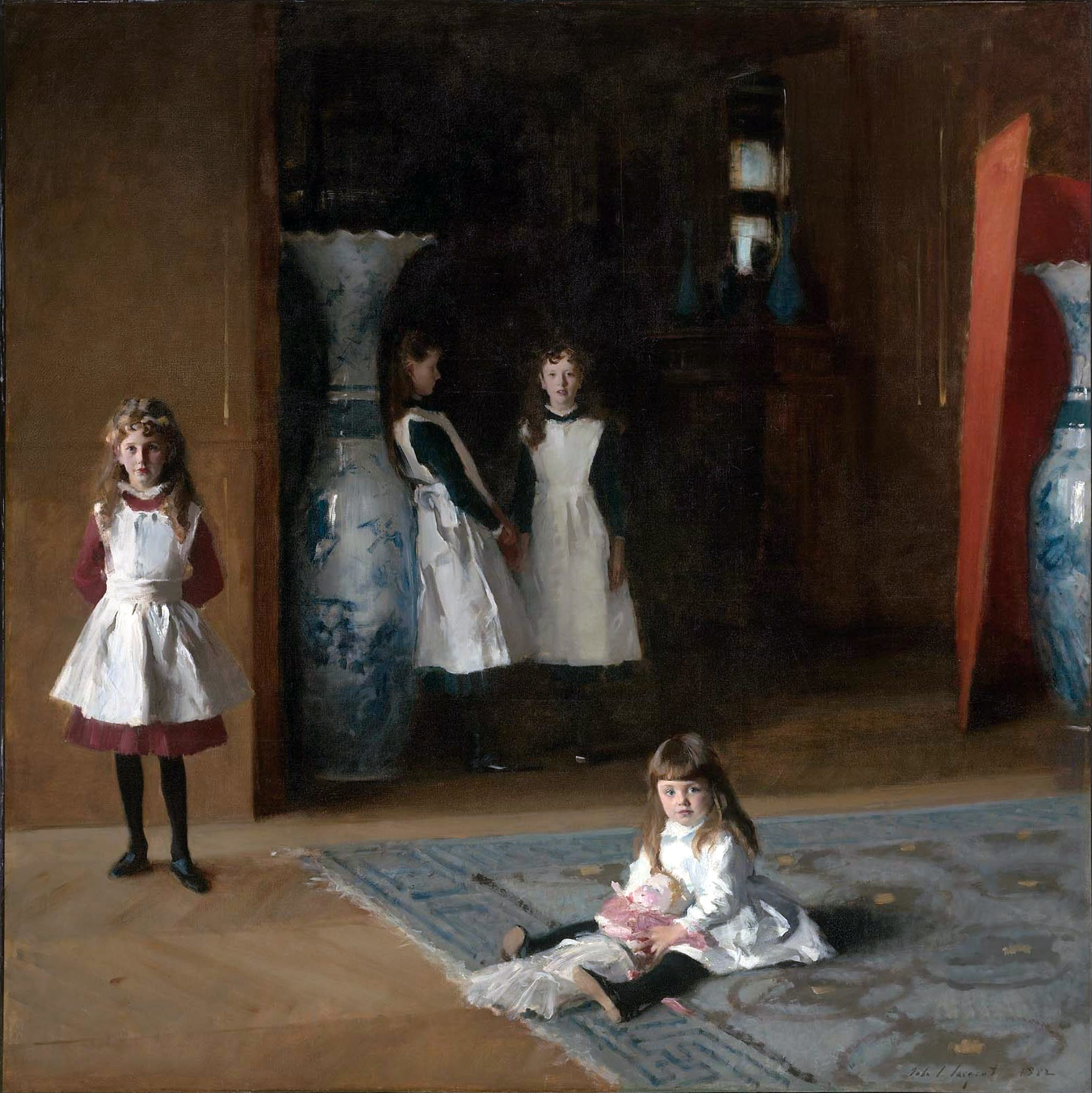
John Singer Sargent, Dcery Edwarda Darleyho Boita, 1882, olej na plátně, 222,5 × 222,5 cm, Bostonské muzeum výtvarného umění

V roce 1692 se neapolský malíř Luca Giordano stal jedním z mála, kterým bylo dovoleno prohlédnout si obrazy v soukromých apartmánech Filipa IV. a Dvorní dámy na něj udělaly velký dojem. Giordano dílo označil za „teologii malby“ a inspirovalo ho k obrazu Pocta Velázquezovi (Národní galerie v Londýně). Počátkem 18. století si Velázquezovo dílo získávalo mezinárodní uznání a později v tomto století britští sběratelé obrazů vyrazili do Španělska nakupovat. Vzhledem k tomu, že tehdy byla mezi britskými znalci na vrcholu popularita italského umění, soustředili se na obrazy, které vykazovaly zřejmý italský vliv, a do značné míry ignorovali ostatní, jako jsou Dvorní dámy.
Téměř okamžitý vliv lze vidět na dvou portrétech od Juana Bautisty Martíneze del Mazo, zobrazujících stejné lidi jako Dvorní dámy a určitým způsobem obracející motiv tohoto obrazu. O deset let později, v roce 1666, Mazo namaloval infantku Markétu, které bylo tehdy 15 let a právě se chystala opustit Madrid, aby se provdala za císaře ve Vídni. V pozadí jsou ve dveřích dvě postavy, nový král Karel (bratr Markéty) a trpaslice Maribarbola. Mazův portrét ovdovělé královny Marie opět ukazuje dveřmi v Alcázaru mladého krále s trpaslíky, možná včetně Maribarboly, a služebníky, kteří mu nabízejí pití. Mazův obraz Umělcova rodina také vykazuje kompozici navazující na Dvorní dámy.
Francisco Goya vytvořil lept Dvorní dámy v roce 1778 a Velázquezův obraz použil také jako inspiraci pro svoji Rodinu Karla IV. Stejně jako ve Dvorních dámách královská rodina v Goyově díle zjevně navštívila umělcův ateliér. Na obou obrazech je malíř zobrazen při práci na plátně, z něhož je vidět pouze zadní strana. Goya však nahrazuje Velázquezovu vřelou atmosféru tím, co Pierre Gassier nazývá pocitem „hrozícího zadušení“. Goyova královská rodina je předvedena na „jevišti veřejnosti, zatímco ve stínu malíř s ponurým úsměvem ukazuje a říká: ‚Podívejte se na ně a posuďte sami!'“
Britský sběratel umění z 19. století William John Bankes cestoval do Španělska během války za nezávislost (1808–1814) a získal kopii Dvorních dam namalovanou Mazem, o které se domníval, že jde o originální přípravnou olejovou skicu od Velázqueze – i když Velázquez obvykle nemaloval studie. Bankes popsal svůj nákup jako „pýchu mé sbírky“ a poznamenal, že „dlouho o koupi vyjednával a musel zaplatit vysokou cenu“.
Nové uznání Velázquezových méně italizujících obrazů přišlo po roce 1819, kdy Ferdinand VII. otevřel královskou sbírku veřejnosti. V roce 1879 John Singer Sargent namaloval zmenšenou kopii Dvorních dam a jeho práce Dcery Edwarda Darleyho Boita z roku 1882 je poctou Velázquezovu obrazu. Irský umělec Sir John Lavery si vybral Velázquezovo mistrovské dílo jako základ pro svůj portrét Královské rodiny v Buckinghamském paláci roku 1913. Jiří V. navštívil Laveryho ateliér v době vzniku obrazu a možná si vzpomněl na legendu, že Filip IV. namaloval kříž rytířů sv. Jakuba na postavu Velázqueze, a požádal Laveryho, zda by nemohl přispět k portrétu vlastní rukou. Podle Laveryho: „Pomyslel jsem si, že vhodnou barvou by mohla být královská modř, namíchal jsem ji na paletu a on vzal štětec a nanesl ji na stuhu Podvazkového řádu."
Mezi srpnem a prosincem 1957 namaloval Pablo Picasso sérii 58 interpretací Dvorních dam a postav z nich, které v současnosti zaplňují místnost Las Meninas v Museu Picasso ve španělské Barceloně. Picasso ve svých variacích na stejných postavách dokázal udržet stálou přirozenost scény; podle muzea jeho díla představují „vyčerpávající studii formy, rytmu, barvy a pohybu“. Tisk z roku 1973 od Richarda Hamiltona nazvaný Picasso's Meninas čerpá z Velázqueze i Picassa. Fotograf Joel-Peter Witkin byl pověřen španělským ministerstvem kultury, aby vytvořil dílo s názvem Las Meninas, Nové Mexiko (1987), které odkazuje na Velázquezův obraz i na další díla španělských umělců.
V roce 2004 videoumělkyně Eva Sussmanová natočila 89 sekund v Alcázaru, video ve vysokém rozlišení inspirované Dvorními dámami. Dílo na přibližně 89 sekundách rekonstruuje okamžiky před a bezprostředně poté, kdy se královská rodina a dvořané sešli v přesné konfiguraci Velázquezova obrazu. Sussmanové pomáhal tým 35 lidí včetně architekta, scénografa, choreografa, kostýmního výtvarníka, herců a filmového štábu.